# Ред Хот Чили Пепърс
Ред Хот Чили Пепърс (на английски: Red Hot Chili Peppers) е американска рок група, сформирана в град Лос Анджелис, щата Калифорния през 1983 г. Групата в днешен вид се състои от вокалиста Антъни Кийдис, китариста Джон Фрушанте, басиста Майкъл „Флий“ Балзари и барабаниста Чад Смит. Стилът на групата е разнообразен, като включва елементи на фънк рок, алтернативен рок, психеделичен рок, пънк и хардрок.
Началото на групата е поставено от Антъни Кийдис, Флий, Джак Айрънс и Хилел Словак. През 1988 обаче Словак умира от свръхдоза хероин, след което групата напуска и Джак Айрънс. Техните места са заети от Джон Фрушанте и Чад Смит, с които бандата издава през 1991 супер успешния албум Blood Sugar Sex Magik и получава световна слава и признание. Оттогава насам „Ред Хот Чили Пепърс“ са продали над 50 милиона албума в световен мащаб, печелили са наградата „Грами“ осем пъти, имат осем сингъла в топ 40 на Billboard Hot 100, пет сингъла на върха на класацията Mainstream Rock и рекорд от 11 сингъла, достигали номер едно в класацията Modern Rock.

## История

### Сформиране и начални години (1980 – 1984)
В основата на групата лежи приятелството между учениците от гимназия Феърфакс – Майкъл Балзари, Хилел Словак и Джак Айрънс, които се сформират под името Anthym в последната им година в гимназията. Групата има успех в местните клубове, където успяват да привлекат вниманието на един редовен посетител и бивш техен съученик – Антъни Кийдис, който по това време е студент в Калифорнийския университет в Лос Анджелис. Не след дълго той става част от сценичното изпълнение на Anthym и редовно представя групата на публиката, като преди това им чете свои стихове. Скоро Anthym се разпадат, поради желанието на Флий да свири с пънк групата Fear, водена от Лий Винг. Останалите двама членове Хилел Словак и Джак Айрънс решават да продължат без Флий и преименуват групата на What is This? (име, вдъхновено от реакцията на хората, чули странното звучене на Anthym). След няколко месеца членовете на Anthym се събират отново по настояване на Гари Алън (приятел на Кийдис) в Rhythm Lounge Club за единично представление, като в редиците им този път е включен Антъни Кийдис, който кръщава новата формация Tony Flow and the Miraculously Majestic Masters of Mayhem. Седмица преди изпълнението групата разполага само с няколко бас рифа на Флий и едно стихотворение на Кийдис, именувано „Out in L.A.“. Неочакваният успех на изпълнението им обаче води до още няколко изяви на клубната сцена в Лос Анджелис, на някои от които сценичното облекло се състои единствено от вързан чорап на половите им органи. Променя се и името на групата – „Red Hot Chili Peppers“. Първата изява под новото име се състои в Cathay Grand Club в курорта Аспен, щата Колорадо. Голяма част от песните написани за концертите са включени в първата им демо касета.

### Първи албум (1984 – 1985)
В началото на 1984 година, впечатлени от прогреса на формацията, издателската компания EMI подписват договор с „Ред Хот Чили Пепърс“ за 8 албума. Но поради ангажименти с What is This? и контракт с друга издателска компания – MCA, Хилел Словак и Джак Айрънс прекратяват участието си в „Ред Хот Чили Пепърс“. За записите на дебютния албум Антъни Кийдис и Флий наемат китариста Джак Шърмън и барабаниста Клиф Мартинез. За продуцент на албума е нает китаристът на Gang of Four – Енди Гил, поради желанието на „Ред Хот Чили Пепърс“ да имат звучене подобно на тази група. Енди Гил от своя страна налага на групата съвсем различни идеи, като целта му е песните да са възможно по-достъпни за радиостанциите. Несъгласието между Гил и групата в студиото поражда вражда, която се отразява в крайна сметка върху записния процес. Дебютният албум The Red Hot Chili Peppers е издаден на 10 август 1984 година. Слабите продажби и неодобрението на музикалните критици водят до уволнението на Енди Гил. На негово място групата наема за мениджър Линди Гьоц, в резултат на което на групата са уредени множество участия по концерти. Добрите изяви на сцена спасяват финансово „Ред Хот Чили Пепърс“, но въпреки това отношенията между Джак Шърмън и Антъни Кийдис стигат критична точка и през есента на 1984 година китаристът е уволнен. На негово място те връщат стария си приятел Хилел Словак, който е прекратил участието си в What is This?. През следващите месеци проличават проблемите с наркотиците на Антъни Кийдис и Хилел Словак, които продължават да експериментират, докато Флий свежда нещата до употреба на марихуана. Хилел отрича да е зависим, докато Антъни признава проблемите си, тъй като от 12-годишен има представа за света на опиатите, главно от съвместния живот с баща си.

### Freaky Styley (1985 – 1986)
За продуцент на втория албум Чили Пепърс се свързват с идола си Джордж Клинтън, пионер на фънк рока от групите Funkadelic и Parliament. Клинтън кани групата в студиото си в Детройт, щата Мичигън в базата на университета Уейн, където са записани 13 песни. Атмосферата по време на записите е много по-приятна главно поради желанието на продуцента и на групата да творят в стила фънк. Албумът е издаден на 16 август 1985 година под името Freaky Styley.
Въпреки добрите отношения между Чили Пепърс и Клинтън, албумът също не се продава добре и не получава добри оценки от критиците. Последвалото турне на групата също се счита за незадоволително. В Европа групата успява да пробие главно в Германия и Англия благодарение на едно малко турне и сингъла „Hollywood (Africa)“, който е пускан редовно по радиостанциите. След завръщането в Щатите групата се разделя с барабаниста Клиф Мартинез, който според Антъни Кийдис не изявява желание да продължи да твори с групата. През лятото на 1986 година на негово място се завръща друг член от оригиналната група Anthym – Джак Айрънс.

### The Uplift Mofo Party Plan (1987 – 1988)
Отново в оригинален състав „Ред Хот Чили Пепърс“ се свързват с Рик Рубин за продуциране на новия албум. Рубин отклонява предложението им и групата наема за продуцент Майкъл Байнхорн, известен с продуцираните от него албуми на Хърби Хенкок и Нона Хендрикс. В студиото продуцентът и групата намират общ език, благодарение на любовта им към музиката на Стиви Уондър, Джими Хендрикс и „Слай енд дъ Фемили Стоун“. Звученето от предишния албум се запазва, като Хилел набляга на едно по-тежко звучене, характерно за пънк музиката и метъла. Албумът The Uplift Mofo Party Plan е издаден на 29 септември 1987 година и успява да стигне в класацията Billboard до 148 място, като продажбите му надхвърлят общия сбор от предишните два албума. Това е първият албум на „Ред Хот Чили Пепърс“, който изобщо успява да влезе в класациите.
Изпълненията на живо по време на последвалото турне загатват за потенциала на групата. „Ред Хот Чили Пепърс“ участват по концерти редом с по-известни групи като Faith No More и Бийсти Бойс, което подпомага за популяризирането на групата. През зимата на 1987 година „Ред Хот Чили Пепърс“ тръгват на турне из Европа, по-мащабно от предишното, като свирят в клубове във Франция, Белгия, Холандия, Германия и Англия. Междувременно задълбочаващите се проблеми на Хилел Словак с наркотиците го отчуждават от групата и учестяват грешките му на сцена. В началото на турнето Кийдис и Словак си обещават да не вземат наркотици. По същото време организации на родители надигат глас срещу „цветистите“ текстове на песните. От своя страна Флий обвинява самите родители, че ругаят пред децата си.
„Ред Хот Чили Пепърс“ планират записите на нов албум през юни 1988 година. Но преди това се налага да се погрижат за все повече влошаващото се състояние на Хилел, който видимо губи битката със зависимостта си. За кратко Словак е освободен от групата, като е заместен от Блекбърд Макнайт. Завръщането на Словак обаче не подобрява положението му. Решени да му помогнат, Чили Пепърс пътуват за Лондон, където се състои снимачната сесия на Abbey Road EP, известна с обложката-имитация на Бийтълс само „по чорапи“. Албумът включва кавър версия на Fire – песен на Джими Хендрикс Икспириънс от албума Are You Experienced?, която не намира място в предишния албум на Чили Пепърс – Freaky Styley.
Завръщането в Щатите на пръв поглед изглежда ободряващо, но само 4 седмици по-късно, на 25 юни 1988, Хилел Словак умира от свръхдоза хероин. Антъни Кийдис, който също е зависим от хероина, се изолира от света в едно мексиканско селце със седмици, отсъствайки от погребението на Хилел. Седмица по-късно Джак Айрънс обявява, че напуска групата, обвинявайки „Ред Хот Чили Пепърс“ за смъртта на приятеля му. Временно групата наема Д. Х. Пелигроу и Блекбърд Макнайт.

### Mother's Milk (1988 – 1990)
През септември 1988 година Флий става баща за първи път, а Антъни Кийдис приключва с първия си престой в рехабилитационен център. Флий кани 18-годишния китарист Джон Фрушанте, с когото се запознава след един продуктивен джем, да заеме вакантното място на Хилел Словак в „Ред Хот Чили Пепърс“. Джон Фрушанте, който по това време е голям фен на Чили Пепърс и особено на Хилел, получава и друго предложение – да се включи в новия музикален проект на легендарния Франк Запа, но строгите изисквания на Запа и негативното отношение на музиканта към наркотиците са причините, които тласкат Джон да приеме предложението на Флий.
По време на участия проличават проблемите на Д. Х. Пелигроу с алкохола. Той не е в състояние да свири зад барабаните и скоро също е уволнен от „Ред Хот Чили Пепърс“. Предложение за нов барабанист е дадено от приятелката на групата – Денис Зуум. Тя препоръчва на групата Чад Смит, който по думите ѝ „хапва барабани за закуска“. Чад Смит е един от последните, които се явяват на прослушването за барабанист, успявайки да впечатли групата с агресивен стил на свирене.
„Ред Хот Чили Пепърс“ влизат в студио за записите на новия албум през ноември 1988 година. Отново продуцент е Майкъл Байнхорн, който налага на новака Джон Фрушанте стила на хевиметъла, което смущава младия китарист и го прави доста раздразнителен по време на записите. Албумът Mother's Milk е издаден на 16 август 1989 година, като синглите „Knock Me Down“ и кавърът на Стиви Уондър – „Higher Ground“ стават първите хитове на „Ред Хот Чили Пепърс“, намирайки място в рок класациите. Албумът стига до 52 позиция в Billboard, като е сертифициран със златен статут (над 500 000 продадени копия). В памет на Хилел Словак в него са включени кавърът на Джими Хендриксовия „Fire“ и „Knock Me Down“. В албума, за първи път, Флий демонстрира качествата си на тромпет в песните „Subway to Venus“, „Taste the Pain“ и „Pretty Little Ditty“.
В последвалото турне употребата на наркотици е забранена. По време на европейската част от турнето световните медии започват да забелязват потенциала на групата. В същото време песента „Show Me Your Soul“ е включена към саундтрака на хитовия филм Хубава жена. Във Великобритания песента достига до 30-а позиция в класациите.

### Blood Sugar Sex Magik (1990 – 1993)
Свободни от договора си с EMI, „Ред Хот Чили Пепърс“ подписват с Уорнър Брадърс (друг кандидат
за подписа им е Сони Мюзик), които определят за продуцент на предстоящия албум Рик Рубин, известен с продуцираните от него албуми на Бийсти Бойс, LL Cool J и Reign in Blood на Slayer. За място на записите Рубин наема имението The Valley извън Лос Анджелис, за което се мълви, че е обитавано от духове. Поради тези слухове Чад Смит е единственият от групата, който не остава да спи в имението през нощта. През трите месеца на записи атмосферата е много по-спокойна, като Рубин балансира нуждата на групата да свири фънк рок с включени елементи на хевиметъл и рап.
| „                                 | Работата ми беше да разширя пределите им. Не трябваше да бъдат свързвани единствено с фънк рок. В Чили Пепърс забелязах нещо, което доста ми напомняше за Бийч Бойс. Те представляваха Лос Анджелис, градът на мечтите. | “ |
| Рик Рубин пред Ню Йорк Таймс 2007 | |   |

Всички песни в албума са записвани на живо, в една от които („They're Red Hot“) дори се чуват преминаващите коли. За име на албума Рубин предлага Blood Sugar Sex Magik, вдъхновен от едноименната песен в албума.
Blood Sugar Sex Magik е издаден на 24 септември 1991 година и достига златен статут само 2 месеца след издаването си. Стига до втора позиция в класацията на най-продаваните албуми, като стои в нея почти година. През август 1992 година отново се изкачва до трета позиция. Песента „Give it Away“ печели Грами за най-добро рок изпълнение с вокал. Тя е първата песен на „Ред Хот Чили Пепърс“ достигнала номер 1 в рок класациите. Продадени са над 12 милиона копия по света.
По време на световното турне в различни точки на планетата „Ред Хот Чили Пепърс“ са подгрявани от групи като Нирвана, Пърл Джем и Смашинг Пъмпкинс. По време на азиатската част от световното турне, през май 1992, Джон обявява, че напуска групата. Решението му от една страна е породено от проблеми с приятелката му и наркотиците, а от друга – възмущение от нарасналото самочувствие на колегите му. Джон напуска „Ред Хот Чили Пепърс“ само 27 дни преди групата да оглави един от най-големите фестивали – Lolapalooza. Предстоящите концерти в Токио и Киото са отложени. За подготовка към австралийската част от турнето за китарист е избран Зандер Шлос, който не успява да впечатли Флий и Кийдис. Впоследствие концертите в Австралия също са отложени. По време на нови прослушвания за китарист се явяват няколко души, сред които личи името на Бъкетхед, но в крайна сметка групата се спира на Арик Маршъл от Marshall Plan. Той учи партиите на Джон по 5 часа всеки ден през следващите 3 седмици и дебютира на фестивала пред 60 000 души. Въпреки че се справя със заместващата роля на Джон, Маршъл не блести на сцената както предшественика си. През този период групата се появява в култовия анимационен сериал Семейство Симпсън. През лятото на 1993 година „Ред Хот Чили Пепърс“ пускат обява за нов китарист в местен вестник. На първия ден от прослушването се явяват близо 5000 души. От явилите се в този ден е нает Джеси Тобаяс, но участието му също като това на Арик Маршъл, е кратко, след като не се вписва добре в редиците на групата.
През есента на 1993 година лекарите съветват Флий да си почине една година, след като установяват, че се е преуморил. През същата година той става свидетел на смъртта на приятеля си Ривър Финикс, докато свири в клуба Viper Room, собственост на друг негов близък – актьора Джони Деп.

### One Hot Minute (1993 – 1998)
След уволнението на Тобаяс „Ред Хот Чили Пепърс“ се спират на Дейв Наваро (китарист на Jane's Addiction), с когото преговарят няколко месеца. В края на 1993 година той склонява да се присъедини към групата. Наваро дебютира с групата на сцена на фестивала Удсток през 1994 година, където „Ред Хот Чили Пепърс“ излизат със скафандри под формата на електрически крушки, които максимално затрудняват изпълнението на песните. За продуцирането на следващия албум One Hot Minute е нает отново Рик Рубин. Дейв Наваро внася един различен подход към записа и по-тежък звук от този на Джон Фрушанте. Отначало отношенията между тримата и Наваро изглеждат прекрасни, но с напредване на записите на повърхността започват да изплуват проблеми. През същия период Антъни Кийдис, който след смъртта на Хилел Словак страни от наркотиците, отново се пристрастява към хероина. Виновникът за това е зъболекар, който предписва на Кийдис обезболяващи, без да знае, че пациентът му е бивш наркоман.
Въпреки всички проблеми албумът е издаден на 12 септември 1995. Продажбите са задоволителни, въпреки по-слабото представяне спрямо Blood Sugar Sex Magik. Синглите от албума „My Friends“, „Aeroplane“ и „Warped“ допринасят за успеха, като продажбите на One Hot Minute достигат 5 милиона копия. Поредното световно турне тръгва от Щатите, като Чили Пепърс свирят във Финландия, Дания, Белгия, Франция, Великобритания, Нова Зеландия и Австралия. Групата изнася общо 64 концерта в 21 страни.
През 1996 година „Ред Хот Чили Пепърс“ са помолени да запишат кавър версия на „I Found Out“ в памет на Джон Ленън. Дейв Наваро и Флий записват нови песни към автобиографичния филм на Хауърд Стърн – Private Parts, като към двамата се присъединява вокалистът на Jane's Addiction Пери Фаръл. Още веднъж, същата година Чили Пепърс са помолени да запишат песен към анимационния филм Beavis and Butthead Do America. Крайният продукт е песента „Love Rollercoaster“, издадена впоследствие като сингъл.
На следващата година „Ред Хот Чили Пепърс“ си вземат почивка. Флий взима участие в няколко филма през годината – „Страх и ненавист в Лас Вегас“ (на английски: Fear and Loathing in Las Vegas), „Големият Лебовски“ (на английски: The Big Lebowski) и озвучава анимационен филм на канала Nickelodeon. Антъни Кийдис тръгва на пътешествие из Югоизточна Азия, като се среща с Далай Лама. За кратко Дейв Наваро и Флий се събират с Пери Фаръл за запис на нов албум на Jane's Addiction. Тази изява поражда слухове за разпадане на „Ред Хот Чили Пепърс“. Мениджмънтът на групата обаче опровергава слуховете и потвърждава Wild Tour – екзотично турне, планирано да премине през Сингапур, Тайван, Тайланд, Хаваите и Аляска. След концерта в Тайланд турнето е отложено поради катастрофа на Антъни Кийдис с мотоциклет. Така единствената голяма изява на групата през 1997 година е на фестивала Mount Fuji, където Антъни Кийдис пее в инвалидна количка, а разразилият се тайфун Рози прекратява концерта.
След завръщането в Щатите Антъни Кийдис се отбива в болницата да види Джон Фрушанте, който се възстановява от „душевна и физическа преумора“. Известен факт за него през годините след раздялата (1992) е, че той развива зависимост към хероина, която почти го убива и разорява. Сривът му е документиран във видео материал на холандската телевизия VPRO, както и в късометражния филм на Джони Деп – Stuff. През март 1997 Джон Фрушанте се изявява в клуб Whiskey в Лос Анджелис, където една вечер Флий излиза на сцената да свири с него. В резултат на годините на злоупотреба с наркотици по тялото му остават множество белези, като дори се налага поставянето на зъбни протези, за да се избегне фатална инфекция в устната кухина. Успява да се пречисти през февруари 1998, месец след като постъпва в рехабилитационния център Лас Енсинас. След изписването му от болницата Джон, Антъни и Флий започват да прекарват повече време заедно, купувайки на Джон нови китари, след като старите инструменти изгарят при пожар в дома му.
През април 1998 Дейв Наваро напуска групата. Официално причината е обявена като неразбирателство и желание на Дейв да концентрира усилията си върху соловия си проект Spread. Според други източници причината за раздялата са проблемите на Наваро с наркотиците, като една от случките, описани от Антъни Кийдис, е падането на Наваро от усилвателя в дрогирано състояние.

### Californication (1998 – 2002)
На 29 април 1998 официално е обявено завръщането на Джон Фрушанте като китарист в „Ред Хот Чили Пепърс“. Така той става седмият поред китарист на групата. Първата изява на групата в новия ѝ стар вид се състои в клуб 9:30 във Вашингтон, загрявка за предстоящия на другия ден концерт Свободен Тибет. Въпреки добрия старт Джон Фрушанте все още изпитва трудности в адаптирането към живота без наркотици. Преоткривайки таланта си, Джон помага и на групата, която не е творила песни повече от 2 години. За продуцент на новите песни е избран отново Рик Рубин, като преди това Чили Пепърс преговарят с Брайън Ено и Даниел Ланоа (продуценти на албумите на U2) и Дейвид Бауи. За звученето на албума Джон Фрушанте казва:
| „ | Определено звученето е повече като предишния ми период в групата, отколкото този с Дейв. Що се отнася за фънка – наистина наблягам на него. Но не мисля, че свиря толкова хевиметъл. | “ |

След година на записи, на 8 юни 1999 е издаден седмият студиен албум на „Ред Хот Чили Пепърс“ – Californication, включващ 15 нови песни. Албумът съживява интереса към групата, като продажбите надхвърлят 15 милиона копия, правейки го най-продавания им албум. Първият сингъл от Californication е песента „Scar Tissue“, която печели Грами за най-добро рок изпълнение и се изкачва на първа позиция в рок класациите. Другите два сингъла от албума, „Californication“ и „Otherside“ също стигат до първо място в същата класация.
През месец юли същата година „Ред Хот Чили Пепърс“ тръгват на двугодишно световно турне с цел промоция на новия албум. Групата оглавява фестивала Удсток'99, където свирят последни. Десет минути преди да излязат на сцена са помолени от Джани Хендрикс да изпълнят песента на доведения ѝ брат „Fire“ в чест на 30-годишнина от легендарния Уудсток'69. Двата отличителни момента в концерта са ексхибиционизмът на Флий и пожарът, който избухва по средата на концерта след вандалска проява.
Първото концертно DVD на „Ред Хот Чили Пепърс“ е издадено през 2001 година – Off the Map. По време на турнето Джон Фрушанте записва песни за третия си солов албум To Record Water For Only Ten Days, издаден през март 2001 година. Последният концерт от турнето се състои в Силвър Лейк, Калифорния на 14 декември 2001 година.
В началото на 2002 година Джон Фрушанте тръгва на солово турне из Европа. Мащабите на турнето са несравними с това на „Ред Хот Чили Пепърс“ и голяма част от изявите му са в малки клубове из западната част на континента.

### By the Way (2002 – 2006)
„Ред Хот Чили Пепърс“ записват песни от началото на 2001 година, като излизат от студио за кратко през март и август, когато продължават турнето Californication във Великобритания.
Албумът By the Way е издаден на 9 юли 2002 година и дотогава е най-продаваният им албум за първата седмица. Продадени са един милион копия, благодарение на хитовия първи сингъл „By the Way“. Албумът се различава от предшествениците си с множеството мелодични балади, като типичният фънк стил е оставен на заден план. Без да си почиват, „Ред Хот Чили Пепърс“ тръгват на ново световно турне, което трае година и половина.
По време на европейската част от турнето на 23 август 2003 е записан концертът в Слейн Касъл, Ирландия, издаден на DVD.
На следващата година са записани две нови песни „Fortune Faded“ и „Save the Population“, включени в компилацията Greatest Hits, която е критикувана от фенове заради липсата на голяма част от хитовете. Въпреки това той достига 18 позиция в класацията на Billboard за продажби. Трите концерта на групата в Хайд Парк, Лондон, Англия са посетени от общо 258 000 души и с общи приходи от $17 100 000 е най-продаваното събитие за 2004 година. Тази изява е издадена като албум на живо, през юли 2004, Live in Hyde Park.
2004 е годината, през която на преден план изпъква Джон Фрушанте, който издава серия от 6 албума в рамките на 12 месеца. Чрез тях той утвърждава статута си на солов изпълнител.
През октомври 2004 Антъни Кийдис издава автобиографичната книга Scar Tissue, в която са описани множество събития от личния живот на Антъни и миналото на „Ред Хот Чили Пепърс“.
През същата година турнето продължава в Европа и Азия, като първият концерт е на 5 юни 2004 на фестивала Рок ам Ринг в Нюрнберг, Германия. Турнето приключва през октомври 2004 в Калифорния, САЩ

### Stadium Arcadium (2006 – 2007)
През 2005 година „Ред Хот Чили Пепърс“ отново влизат в студиото за запис на нов албум. Продуцент за пети пореден път е Рик Рубин. В рамките на две години групата е написала 38 парчета, като първоначално желанието им е да ги издадат в три албума в рамките на 18 месеца. Вместо това е решено албумът да бъде двоен с включени 28 песни и останалите 10 да бъдат издадени като B-Side към синглите. По време на записите Джон Фрушанте набляга на стил, вдъхновен от Джими Хендрикс, който проличава в много от китарните сола в албума.
Stadium Arcadium е издаден на 5 май 2006, дебютирайки на челна позиция в 14 страни и достигайки първо място в общо 17. В световен мащаб успява да продаде над 7 милиона копия. В САЩ, 9 месеца след издаването си, албумът е обявен за двойно платинен, след като продажбите надхвърлят 4 000 000. От албума са издадени пет сингъла – „Dani California“, „Tell Me Baby“, „Snow ((Hey Oh))“, „Hump de Bump“ за Северна Америка и „Desecration Smile“ за Европа. На 9 февруари 2007 „Ред Хот Чили Пепърс“ печелят 6 статуетки Грами за най-добър рок албум, най-добра рок песен („Dani California“), най-добро рок изпълнение от дует или група („Dani California“), най-добра опаковка и екстри, за най-добър продуцент (Рик Рубин) и най-добър видеоклип („Dani California“). На награждаването групата изпълнява песента „Snow ((Hey Oh))“, който е единадесетият сингъл на групата, оглавил рок класациите.
Турнето Stadium Arcadium стартира три месеца преди издаването на албума на 8 февруари 2006 година в Лос Анджелис, Калифорния. Турнето се състои от 7 етапа и обхваща Северна Америка, три пъти Европа, Азия и Австралия, като приключва с третия европейски етап на 26 август 2007 на фестивала в Лийдс, Англия.

### 2008 – 2011
В интервю за списание Ролинг Стоун, през май 2008, Антъни Кийдис заявява, че групата е „разформирована за момента“. Причината за това е физическата умора от постоянните турнета, откакто е издаден Californication през 1999 година. С изключение на Антъни Кийдис, грижещ се за детето си, останалите трима членове на групата продължават да се занимават с музика. Чад Смит се присъединява към супергрупата Chickenfoot редом с Джо Сатриани и бившите членове на Ван Хален – Майкъл Антъни и Сами Хейгар. Джон Фрушанте издава на 20 януари 2009 десети солов албум – „The Empyrean“, докато Флий се записва да следва джаз музика в Южнокалифорнийския университет.
В интервю за MusicRadar в началото на януари 2009 Джон Фрушанте обявява, че няма планове за събиране на „Ред Хот Чили Пепърс“ и паузата, която са взели, е с неопределена продължителност.
Останалите трима членове на групата Антъни Кийдис, Флий и Чад Смит се събират за една вечер на 8 май 2009 на петите годишни награди на фондация MusiCares. Церемонията се състои в чест на Кийдис, който през годините помага на зависимите от наркотици.
В началото на август 2009 Чад Смит обявява пред списание Billboard, че „Ред Хот Чили Пепърс“ ще се съберат, след 2 години пауза, през месец октомври. Смит обаче не конкретизира нито дата за издаване на нов албум, нито дали Рик Рубин ще бъде продуцент. На 16 декември 2009 Джон Фрушанте обявява на официалния си сайт, че е напуснал „Ред Хот Чили Пепърс“.

### I'm With You(2011)
На 30 август 2011 година излиза новият им албум I'm With You. Продуциран е отново от Рик Рубин, а Джош Клингхофър е новото попълнение в групата.
Албумът е продуциран от Рик Рубин и е първият албум на бандата след Stadium Arcadium от 2006 година. Това е първият албум на групата записан с китариста Джош Клингхофер, след като Джон Фрушанте напуска през 2009 година. Освен това е последната колаборация на групата с мениджъра им Рик Рубин, който записва заедно с групата от Blood Sugar Sex Magik през 1991 година.
Албумът получава повече положителни отзиви, като новия китарист Джош Клингхофер също се приема топло от критиката и публиката. Групата издава четири сингли от албума – „The Adventures of Rain Dance Maggie“, „Monarchy of Roses“, „Look Around“ и „Brendan's Death Song“.
Албумът е обявен от Rolling Stone за осмия най-добър албум на 2011 година и е номиниран за Грами за най-добър рок албум.

### The Getaway(2016)
На 17 ноември 2014 година Антъни Кийдис обявява, че бандата ще се завърне в студио за да запише най-новия си албум през декември. Той обявява, че се надява албума да съдържа 13 песни, но може да бъдат и с още 10 повече. Няколко дни по-късно Кийдис обявява и че групата се разделя с продуцента Рик Рубин, като продуцент на новия им албум ще бъде Danger Mouse. През следващия месец Майкъл Балзари преживява сноуборд инцидент, при който чупи ръката си и записването на албума се отлага.
На 3 февруари 2016 година в интернет изтича песента „Circle of the Noose“, която е една от най-известните неиздавани песни на групата. Това е единствената песен записана с китариста Дейв Наваро след албума One Hot Minute, преди да бъде уволнен. Песента е записана на 16 март 1998 година. Дейв Наваро, който през 1997 година казва, че това е една от най-добрите песни, които някога е свирил изразява радостта си с пост в Twitter. Три дни след изтичането на песента групата изпълнява на живо песента Aeroplane за пръв път от 26 юли 1997 година, като тя става единствената песен от албума One Hot Minute, заедно с „Pea“, която групата изпълнява на живо след напускането на Наваро.
По-късно става ясно и че новият албум на групата ще се нарича The Getaway и ще бъде пуснат в продажба на 17 юни 2016 година. Това е първият албум на бандата от 2011 година когато излиза I'm With You.
Първият сингъл от албума Dark Necessities излиза още на 5 май 2016 година, преди появата на самия албум. Dark Necessities става 25-ия сингъл на групата, който влиза в топ 10 на класацията на Billboard за алтернативна музика, като това се превръща в своеобразен рекорд над U2, които имат 23 сингъла.
На 26 май 2016 година групата пуска в Youtube канала си и песента The Getaway, която носи името на албума. Въпреки че не е сингъл, песента е пусната за свободна покупка, както и като безплатна песен за тези, които вече са поръчали албума на групата.

### Unlimited Love(2022)
Записването на най-новия албум на групата се забавя сериозно поради пожарите в Калифорния през 2018 година, като групата провежда и благотворително шоу за жертвите от пожара на 13 януари 2019 година. През февруари се появяват на живо изпълнение на Dark Necessities с Пост Малоун по време на наградите Грами. Групата се появява и във видето му към песента Wow.
През февруари бандата провежда и едномесечно турне по време на което изпълняват и първите си представления в Австралия за последните 12 години, както и първото им шоу в Тасмания. На 15 март стават част от малкото музиканти, които са свирили пред пирамидите в Гиза в Египет. Шоуто е излъчвано на живо в Youtube, Twitter и Facebook.
В края на 2019 година в групата отново се завръща Джон Фрушанте, като заменя Джош Клингхофър. По-рано през годината Килингхофър издава първия си соло албум To Be One with You като в изпълненията му участват Флий и Джак Айрънс. Групата се разделя с него приятелски след 10 години взаимна работа.
През август 2020 година, на 64-годишна възраст, умира бившият китарист на групата Джак Шърмън. На 24 април 2021 година бандата напуска предишната си мениджмънт компания Q Prime, с която работи 20 години и се обявява, че ще бъде менажирана от общия им приятел Гай Осеари, който е мениджър на Maverick Records.
На 8 февруари 2020 година Джон Фрушанте участва в живо изпълнение на групата за първи път от 13 години. Няколко живи изпълнения са планирани през месец май същата година, но са отмемени заради пандемията от Ковид-19.
На 4 февруари 2022 година бандата обявява 12-тия си студиен албум Unlimited Love. Той е продуциран от Рик Рубин и ще дебютира на 1 април 2022. На същата дата групата издава и дебютния си сингъл Black Summer, който е последван от Poster Child на 4 март. Фрушанте обявява, че групата е записала около 50 парчета и имат планове за още един албум.

## Стил

### Техники
Кийдис успява да възпроизведе голяма гама от стилове на пеене чрез вокалните си умения. Неговото рапиране (най-забележимо в албума Blood Sugar Sex Magik) и традиционните му рок вокали помагат на групата да изгради свой уникален стил. Впоследствие с израстването на групата, от Californication насам, броят на скоростно изпятите текстове драстично намалява. Албумът By the Way обаче съдържа две песни, които напомнят за рапирането и мелодичните припеви от миналото на групата.
Стилът на покойния Хилел Словак е силно повлиян от блус и фънк музиката. Неговите бъдещи заместници, включително и Джон Фрушанте, формират своя стил главно на основите, поставени от Словак. Въпреки това Фрушанте внася много по-мелодичен и видоизменен звук в музиката на бандата, което е най-осезаемо в албумите By the Way, Californication и Stadium Arcadium. Това ярко контрастира с много по-твърдото звучене от Mother's Milk и фънк звученето на Blood Sugar Sex Magik. По време на престоя си в групата Дейв Наваро значително изменя звученето на групата и прокарва своя стил, повлиян най-много от хевиметъла, прогресив рок и психеделичен рок.
Басът на Флий съчетава в себе си най-вече фънк, психеделика, пънк и хардрок. Неговите разнообразни мелодии, изпълнявани чрез различни стилове на свирене, допринасят за уникалното звучене на групата. Докато в ранните години на бандата агресивният стил на Флий е много по-осезаем, то по-късно в Blood Sugar Sex Magik неговите изпълнения стават много по-мелодични и меки.

### Импровизация
Импровизацията винаги е била основна част от изпълненията на живо на групата. Много от китарните сола на Джон Фрушанте от албумите на групата или от концертите са импровизирани, същото се отнася и за Флий. Групата започва концертите почти винаги с ипровизирана част, която се свързва с изплъняваната след това песен. Много често бандата изпълнява дълги импровизирани части по време на песните „My Lovely Man“, „If You Have to Ask“, „Californication“, „Parallel Universe“, „Can't Stop“, „Throw Away Your Television“, „By the Way“ и „Dani California“. Обикновено изпълненията им на живо завършват с дълга импровизация, най-често след песента „Give It Away“.

### Текстове
Текстовете на групата засягат много разнообразни теми, а техен автор най-често е Антъни Кийдис. Темите, които той засяга, са приятелство и любов, тийнейджърски гняв и агресия, сексуални теми и връзката между музиката и секса, политически и социални коментари, романтика, самота, глобализация, слава, Холивуд и Калифорния, наркотици, алкохол и други.

## Бивш и настоящ състав
- Антъни Кийдис (Anthony Kiedis, от 1983) – вокали
- Майкъл „Флий“ Балзари (Michael Balzary (Flea), от 1983) – бас китара, тромпет, беквокали
- Чад Смит (Chad Smith, от 1988) – барабани, перкусии
- Джон Фрушанте (John Frusciante, от 1988–1992, 1998–2009, 2019–) – китара, клавишни

## Дискография

### Албуми
| Албум  | Албум                       | Продажби              | Продажби    | Продажби        | Място в класациите | Място в класациите | Място в класациите | Място в класациите | Място в класациите | Място в класациите | Място в класациите | Място в класациите | Място в класациите | Място в класациите | Място в класациите |
| Година | Албум                       | Свят                  | САЩ         | Европейски съюз | САЩ                | Великобритания     | Германия           | Нова Зеландия      | Швеция             | Норвегия           | Австралия          | Швейцария          | Италия             | Япония             | Финландия          |
| ------ | --------------------------- | --------------------- | ----------- | --------------- | ------------------ | ------------------ | ------------------ | ------------------ | ------------------ | ------------------ | ------------------ | ------------------ | ------------------ | ------------------ | ------------------ |
| 1984   | The Red Hot Chili Peppers   | 300 000               | -           | -               | -                  | -                  | -                  | -                  | -                  | -                  | -                  | -                  | -                  | -                  | -                  |
| 1985   | Freaky Styley               | 500 000               | -           | -               | -                  | -                  | -                  | -                  | -                  | -                  | -                  | -                  | -                  | -                  | -                  |
| 1987   | The Uplift Mofo Party Plan  | 750 000               | 500,000     | -               | 148                | -                  | -                  | -                  | -                  | -                  | -                  | -                  | -                  | -                  | -                  |
| 1989   | Mother's Milk               | 2 000 000             | 1 000 000   | -               | 52                 | -                  | -                  | 47                 | -                  | -                  | -                  | -                  | -                  | -                  | -                  |
| 1991   | Blood Sugar Sex Magik       | 12 000 000            | 7 000 000+  | 2 700 000       | 3                  | 25                 | 12                 | 1                  | 26                 | 5                  | 17                 | 10                 | 25                 | 77                 | -                  |
| 1995   | One Hot Minute              | 5 000 000             | 1 758 399+3 | 1 600 000       | 4                  | 2                  | 3                  | 1                  | 1                  | 2                  | 1                  | 2                  | 9                  | 7                  | 1                  |
| 1999   | Californication             | 15 000 000            | 5 466 5752  | 5 100 000       | 3                  | 5                  | 2                  | 1                  | 1                  | 1                  | 1                  | 3                  | 1                  | 9                  | 1                  |
| 2002   | By the Way                  | 9 000 000 -           | 1 825 618+3 | 4 600 000       | 2                  | 1                  | 1                  | 1                  | 1                  | 1                  | 1                  | 1                  | 1                  | 4                  | 1                  |
| 2006   | Stadium Arcadium            | 7 400 0001            | 2 117 958   | 3 000 000 –     | 1                  | 1                  | 1                  | 1                  | 1                  | 1                  | 1                  | 1                  | 1                  | 1                  | 1                  |
| 2011   | I'm With You                | 17 000 000[ неясно? ] | 554 000     | -               | 2                  | 1                  | 1                  | 1                  | -                  | 4                  | 2                  | 1                  | 1                  | 2                  | 1                  |
| 2016   | The Getaway                 | 1 000 000+            | 500 000     | -               | 2                  | 2                  | 2                  | 1                  | 4                  | 4                  | 1                  | 1                  | 1                  | 4                  | 2                  |
| 2022   | Unlimited Love              |                       |             |                 |                    |                    |                    |                    |                    |                    |                    |                    |                    |                    |                    |
| 2022   | Return of the Dream Canteen |                       |             |                 |                    |                    |                    |                    |                    |                    |                    |                    |                    |                    |                    |

1Източник: IFPI )
2От март 2007
3Данни от 2006

### Сингли
| Година | Сингъл                              | Албум                                     | Място в класацията | Място в класацията | Място в класацията | Място в класацията | Място в класацията |
| Година | Сингъл                              | Албум                                     | DE                 | CH                 | AT                 | UK                 | US                 |
| ------ | ----------------------------------- | ----------------------------------------- | ------------------ | ------------------ | ------------------ | ------------------ | ------------------ |
| 1984   | True Men Don't Kill Coyotes         | Red Hot Chili Peppers                     | –                  | –                  | –                  | –                  | –                  |
| 1984   | Get Up and Jump                     | Red Hot Chili Peppers                     | –                  | –                  | –                  | –                  | –                  |
| 1985   | Jungle Man                          | Freaky Styley                             | –                  | –                  | –                  | –                  | –                  |
| 1985   | American Ghost Dance                | Freaky Styley                             | –                  | –                  | –                  | –                  | –                  |
| 1985   | Catholic School Girls Rule          | Freaky Styley                             | –                  | –                  | –                  | –                  | –                  |
| 1985   | Hollywood (Africa)                  | Freaky Styley                             | –                  | –                  | –                  | –                  | –                  |
| 1987   | Fight Like a Brave                  | The Uplift Mofo Party Plan                | –                  | –                  | –                  | –                  | –                  |
| 1987   | Me & My Friends                     | The Uplift Mofo Party Plan                | –                  | –                  | –                  | –                  | –                  |
| 1989   | Behind the Sun                      | The Uplift Mofo Party Plan                | –                  | –                  | –                  | –                  | –                  |
| 1989   | Knock Me Down                       | Mother’s Milk                             | –                  | –                  | –                  | –                  | –                  |
| 1989   | Higher Ground                       | Mother’s Milk                             | –                  | –                  | –                  | 54                 | -                  |
| 1990   | Taste the Pain                      | Mother’s Milk                             | –                  | –                  | –                  | 29                 | –                  |
| 1990   | Show Me Your Soul                   | Mother’s Milk                             | –                  | –                  | –                  | –                  | –                  |
| 1991   | Give It Away                        | Blood Sugar Sex Magik                     | –                  | –                  | –                  | 9                  | 73                 |
| 1992   | Under the Bridge                    | Blood Sugar Sex Magik                     | 11                 | –                  | –                  | 13                 | 2                  |
| 1992   | Suck My Kiss                        | Blood Sugar Sex Magik                     | –                  | –                  | –                  | –                  | –                  |
| 1993   | Breaking the Girl                   | Blood Sugar Sex Magik                     | –                  | –                  | –                  | 41                 | –                  |
| 1993   | If You Have to Ask                  | Blood Sugar Sex Magik                     | –                  | –                  | –                  | –                  | –                  |
| 1993   | Soul to Squeeze                     | Coneheads Soundtrack                      | –                  | 32                 | –                  | –                  | 22                 |
| 1995   | Warped                              | One Hot Minute                            | 47                 | 33                 | –                  | 31                 | –                  |
| 1995   | My Friends                          | One Hot Minute                            | 81                 | –                  | –                  | 29                 | –                  |
| 1995   | Aeroplane                           | One Hot Minute                            | –                  | –                  | –                  | 11                 | –                  |
| 1996   | Coffee Shop                         | One Hot Minute                            | –                  | –                  | –                  | –                  | –                  |
| 1996   | Shallow Be Thy Game (AUS)           | One Hot Minute                            | –                  | –                  | –                  | –                  | –                  |
| 1997   | Love Rollercoaster                  | Beavis And Butthead Do America Soundtrack | –                  | –                  | –                  | 7                  | –                  |
| 1999   | Scar Tissue                         | Californication                           | 75                 | –                  | –                  | 15                 | 9                  |
| 1999   | Around the World                    | Californication                           | –                  | –                  | –                  | 35                 | –                  |
| 2000   | Otherside                           | Californication                           | 44                 | 65                 | –                  | 33                 | 14                 |
| 2000   | Californication                     | Californication                           | 63                 | 16                 | –                  | 16                 | 69                 |
| 2000   | Road Trippin' (EU)                  | Californication                           | 89                 | 91                 | –                  | 30                 | –                  |
| 2000   | Parallel Universe (US)              | Californication                           | –                  | –                  | –                  | –                  | –                  |
| 2002   | By the Way                          | By the Way                                | 22                 | 8                  | 7                  | 2                  | 34                 |
| 2003   | The Zephyr Song                     | By the Way                                | 65                 | 100                | –                  | 11                 | 49                 |
| 2003   | Can't Stop                          | By the Way                                | 58                 | 39                 | 65                 | 22                 | 57                 |
| 2003   | Dosed (US)                          | By the Way                                | –                  | –                  | –                  | –                  | –                  |
| 2003   | Universally Speaking (EU)           | By the Way                                | –                  | –                  | –                  | 27                 | –                  |
| 2003   | Fortune Faded                       | Greatest Hits                             | 46                 | 59                 | 68                 | 11                 | –                  |
| 2006   | Dani California                     | Stadium Arcadium                          | 12                 | 4                  | 7                  | 2                  | 9                  |
| 2006   | Tell Me Baby                        | Stadium Arcadium                          | 37                 | 43                 | 39                 | 16                 | 50                 |
| 2006   | Snow ((Hey Oh))                     | Stadium Arcadium                          | 5                  | 9                  | 5                  | 16                 | 22                 |
| 2007   | Desecration Smile (EU)              | Stadium Arcadium                          | 67                 | –                  | –                  | 27                 | –                  |
| 2007   | Hump de Bump                        | Stadium Arcadium                          | 83                 | –                  | –                  | 41                 | –                  |
| 2011   | The Adventures of Rain Dance Maggie | I'm With You                              | 20                 | 26                 | 20                 | 44                 | 38                 |
| 2011   | Monarchy of Roses                   | I'm With You                              | -                  | -                  | -                  | -                  | -                  |
| 2012   | Look Around                         | I'm With You                              | -                  | -                  | -                  | -                  | -                  |
| 2012   | Did I Let You Know                  | I'm With You                              | -                  | -                  | -                  | -                  | -                  |
| 2012   | Brendan's Death Song                | I'm With You                              | -                  | -                  | -                  | -                  | -                  |
| 2016   | Dark Necessities                    | The Getaway                               | 84                 | 65                 | 67                 | 97                 | -                  |
| 2016   | Go Robot                            | The Getaway                               | -                  | -                  | -                  | -                  | -                  |
| 2017   | Godbye Angels                       | The Getaway                               | -                  | -                  | -                  | -                  | -                  |
| 2022   | Black Summer                        | Unlimited Love                            | 67                 | 40                 | 60                 | 43                 | 78                 |
| 2022   | Poster Child                        | Unlimited Love                            | -                  | -                  | -                  | -                  | -                  |

## Награди
| Година | Награда                                       | Категория                                                            |
| ------ | --------------------------------------------- | -------------------------------------------------------------------- |
| 1992   | MTV VMA                                       | Видео пробив (Give It Away)                                          |
| 1992   | MTV VMA                                       | Най-добра сценография (Give It Away)                                 |
| 1992   | MTV VMA                                       | Избор на зрителя (Under the Bridge)                                  |
| 1993   | Грами                                         | Най-добро хардрок изпълнение (Give It Away)                          |
| 2000   | MTV VMA                                       | Video Vanguard                                                       |
| 2000   | MTV VMA                                       | Най-добра сценография (Californication)                              |
| 2000   | MTV VMA                                       | Най-добра режисура (Californication)                                 |
| 2000   | MTV VMA                                       | Най-добър уебсайт                                                    |
| 2000   | MTV EMA                                       | Best Rock                                                            |
| 2000   | Billboard Awards                              | Най-добра алтърнатив група                                           |
| 2000   | American Music Awards                         | Най-добра алтърнатив група                                           |
| 2000   | Грами                                         | Най-добра рок песен (Scar Tissue)                                    |
| 2002   | MTV EMA                                       | Най-добро изпълнение на живо                                         |
| 2002   | MTV EMA                                       | Best Rock                                                            |
| 2002   | MTV VMA Latin America                         | Най-добра чуждестранна рок група                                     |
| 2003   | MTV VMA Japan                                 | Най-добро рок видео                                                  |
| 2003   | Brit Awards                                   | Най-добра чуждестранна група                                         |
| 2003   | ECHO Awards                                   | Най-добра чуждестранна група                                         |
| 2003   | Q Awards                                      | Най-добро изпълнение в света                                         |
| 2003   | Rolling Stone                                 | 18-и най-добър китарист на всички времена (Джон Фрушанте)            |
| 2006   | MTV VMA                                       | Най-добра сценография (Dani California)                              |
| 2006   | MTV EMA                                       | Най-добър албум (Stadium Arcadium)                                   |
| 2006   | Chainsaw Awards                               | Killer Video (Dani California)                                       |
| 2006   | American Music Awards                         | Най-добра поп/рок банда                                              |
| 2006   | American Music Awards                         | Най-добър алтърнатив изпълнител                                      |
| 2006   | U Choose 40 (NZ)                              | Best 90's ANTHEMS (NZ) Song (Under the Bridge)                       |
| 2007   | U Choose 40 (NZ)                              | Best Big Day Out (NZ) Artist (Give it Away)                          |
| 2007   | Грами                                         | Най-добро рок изпълнение от дует или група с вокал (Dani California) |
| 2007   | Грами                                         | Най-добра рок песен (Dani California)                                |
| 2007   | Грами                                         | Best Boxed or Special Limited Edition Package (Stadium Arcadium)     |
| 2007   | Грами                                         | Най-добър рок албум (Stadium Arcadium)                               |
| 2007   | Грами                                         | Най-добър продуцент (Рик Рубин – Stadium Arcadium)                   |
| 2007   | ECHO Awards                                   | Най-добра чуждестранна група                                         |
| 2007   | MTV VMA Australia                             | Най-добра група                                                      |
| 2007   | MTV VMA Japan                                 | Най-добра режисура (Dani California)                                 |
| 2007   | U Choose 40 (NZ)                              | Take Me Back To The 90's (NZ) Song (Under the Bridge)                |
| 2007   | MTV VMA Brazil                                | Най-добър международен артист                                        |
| 2007   | Унгарски музикални награди                    | Най-добър международен рок албум (Stadium Arcadium)                  |
| 2007   | Полска награда Фредерик Шопен и платинен диск | Stadium Arcadium                                                     |
| 2008   | Холивудска алея на славата                    | собствена звезда                                                     |
| 2009   | VH1 100-те най-велики хардрок песни           | Give it Away                                                         |
| 2011   | VH1 100-те най-велики песни на 00-те          | Californication                                                      |
| 2012   | Зала на славата на рокендрола                 | въведени през 2012                                                   |